# Alexander Ushakov
Aleksandr Andreïevich Ushakov (en russe : Александр Андреевич Ушаков), né le 18 juillet 1948 à Smirnovo et mort le 14 août 2024, est un biathlète soviétique, triple médaillé d’or olympique.

## Biographie
Pour ses premiers championnats du monde en 1970, il remporte la médaille d'or au relais et est neuvième de l'individuel. Aux Championnats du monde 1974, il reprend le titre au relais, qu'il gagne de nouveau en 1977 où il décroche aussi le bronze au sprint, sa seule médaille obtenue individuellement aux mondiaux.
En 1978, il participe à la première saison de la Coupe du monde, montant sur un podium individuel à Ruhpolding. Il remporte en 1980 le titre national du sprint. Il devient entraîneur de biathlon à Saint-Pétersbourg après sa carrière sportive
.

## Palmarès

### Championnats du monde
- Mondiaux 1970 à Östersund :
  -  Médaille d'or en relais.
- Mondiaux 1974 à Minsk :
  -  Médaille d'or en relais.
- Mondiaux 1975 à Antersleva :
  -  Médaille d'argent en relais.
- Mondiaux 1977 à Lillehammer :
  -  Médaille d'or en relais.
  -  Médaille de bronze en sprint.

### Coupe du monde
- 6e du classement général en 1978.
- 1 podium individuel : 1 deuxième place.
- 2 podiums en relais, dont 1 victoire.

### Championnats du monde junior
- Médaille d'or de l'individuel en 1969[2].